# 대전시 갑 (1971년 선거구)
대전시 갑은 대한민국의 옛 국회의원 선거구이다. 당시 충청남도 대전시의 일부 지역을 관할했다.

## 역사
제8대 국회의원 선거를 앞두고 대전시 선거구가 갑, 을로 분구되면서 신설되었다.
제9대 국회의원 선거를 앞두고 대전시 갑, 을 선거구가 다시 통합되어 대전시 선거구를 이루게 되면서 폐지되었다.

## 역대 국회의원
| 선거   | 정당 | 정당   | 의원   |
| ------ | ---- | ------ | ------ |
| 1971년 |      | 신민당 | 박병배 |

## 역대 선거 결과

### 대한민국 제8대 국회의원 선거
|  | 49.58% |

|  | 49.19% |

|  | 0.74% |

|  | 0.47% |